# Sankt Olofs kyrka, Uppsala
Sankt Olofs kyrka var en kyrkobyggnad i Uppsala stift som låg i bostads- och studentområdet Flogsta sydväst om Uppsala centrum.

## Byggnaden
Kyrkan uppfördes efter ritningar av arkitekt Eva Ranta-Eskola och invigdes 1983. Kyrkan hade ytter- och innerväggar av tegel, och kyrkorummet hade ett rakt avslutat kor.
I början av 2000-talet såldes den till ett bostadsbolag, och avlystes som kyrka. Byggnaden revs i augusti 2008.